# Pipreola whitelyi
Pipreola whitelyi е вид птица от семейство Cotingidae.

## Разпространение
Видът е разпространен във Венецуела и Гвиана.